# Jon Inge Kjørum
Jon Inge Kjørum (Hamar, 23 maggio 1965) è un ex saltatore con gli sci norvegese.

## Biografia
In Coppa del Mondo esordì il 23 marzo 1987 a Planica (13°) e ottenne l'unica vittoria, nonché primo podio, il 14 gennaio 1989 a Liberec.
In carriera prese parte a un'edizione dei Giochi olimpici invernali, Calgary 1988 (15° nel trampolino lungo, 3° nella gara a squadre), a due dei Campionati mondiali, vincendo una medaglia, e a una dei Mondiali di volo, Vikersund 1990 (12°).

## Palmarès

### Olimpiadi
- 1 medaglia:
  - 1 bronzo (gara a squadre a Calgary 1988)

### Mondiali
- 1 medaglia:
  - 1 argento (gara a squadre a Lahti 1989)

### Coppa del Mondo
- Miglior piazzamento in classifica generale: 6º nel 1989
- 3 podi (tutti individuali):
  - 1 vittoria
  - 1 secondo posto
  - 1 terzo posto

#### Coppa del Mondo - vittorie
| Data            | Località | Nazione        | Trampolino  |
| --------------- | -------- | -------------- | ----------- |
| 14 gennaio 1989 | Liberec  | Cecoslovacchia | Ještěd K120 |